# Ушаковське
Ушако́вське (рос. Ушаковское) — село у складі Катайського району Курганської області, Росія. Адміністративний центр Ушаковської сільської ради.
Населення — 661 особа (2010, 606 у 2002).
Національний склад станом на 2002 рік: росіяни — 85 %.